# Tadeusz Pruszkówski
Tadeusz Pruszkówski (1888. április 15. – Varsó, 1942. július 1.) lengyel festő, művésztanár, elsősorban a portréiról ismert.

## Élete
Művészeti oktatását 1904-ben kezdte meg a varsói Képzőművészeti Iskolában, Konrad Krzyżanowski tanítványaként. 1908-ban Párizsban folytatta a tanulmányait, ahol a monarchista szervezethez, a Royalista Klubhoz tartozó lengyel írókkal és művészekkel vette fel a kapcsolatot. Ott ismerkedett meg későbbi feleségével is. A diploma megszerzése után Svájcba és Algériába utazott. 1911-ben visszatért Lengyelországba, és segített létrehozni a Fiatal Nűvészek (Młoda Sztuka) nevű társaságot.
1914-ben tartotta első önálló kiállítását a Képzőművészetet Ösztönző Társaság támogatásával. 1915-ben a Młoda Sztuka tagjai beléptek a Lengyel Légióba, és a szervezet pénzéből felszereléssel látták el őket. Pruszkówski egy ulánus ezrednél szolgált. A volhíniai tartózkodása alatt számos portrét készített a tisztekről és katonákról, amelyeket a Zachętában rendezett kiállításon mutattak be. 1917-ben a tartalékosok közé került, később pedig pilótaengedélyt szerzett, egy életre a repülés rajongója lett.
1922-ben, Krzyżanowski halála után a Képzőművészeti Főiskola professzorává nevezték ki. A tanítványaival plein air festett Kazimierz Dolnyban, ahol később villát épített. Az órái nagyon népszerűek voltak, az egyik tanítványa Caziel (Kazimierz Józef Zielenkiewicz) volt. Továbbra is számos kiállításon vett részt, kiállítóként és szervezőként egyaránt.
1930-ban a Képzőművészeti Iskola rektora lett, részt vett abban a folyamatban, amelynek eredményeként az iskolát 1932-ben a Képzőművészeti Akadémiává fejlesztették. A következő években részt vett több, a lengyel művészetet népszerűsítő szervezet létrehozásában, és különböző kiadványokba írt esszéket. 1935-ben megkapta a Lengyel Irodalmi Akadémia Arany babér kitüntetését. Kitüntetései között szerepelt a Függetlenségi Kereszt, a Lengyelország Újjászületése érdemrend és az Érdemkereszt.
A második világháború kitörésekor feleségével Kazimierz Dolnyból egy kis varsói lakásba költöztek, és csak ritkán mozdultak ki. 1942 júniusában letartóztatták zsidók segítése miatt, és a Gestapo főhadiszállására vitték (ma a Harc és Mártíromság Mauzóleuma). Egy kihallgatás után éppen a Pawiak börtönbe akarták átszállítani, amikor egy másik fogollyal együtt megpróbált megszökni, és lelőtték a társával együtt, majd a közeli varsói gettó lakói eltemették őket. A háború után földi maradványait megkeresték, és a Powązki temetőben temették el.

## Képgaléria

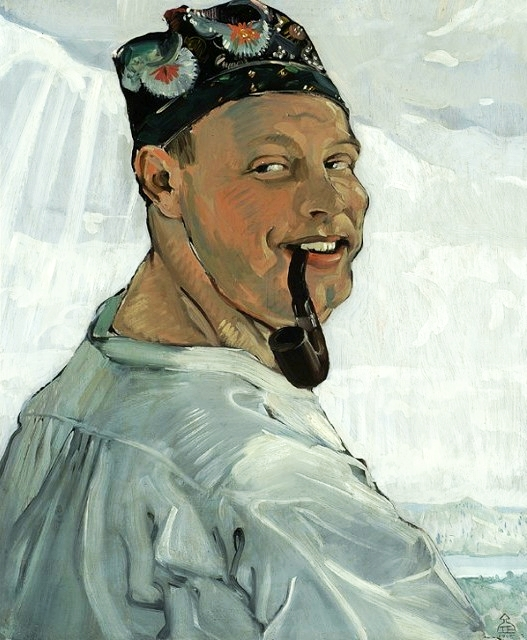
Önarckép pipával, 1915
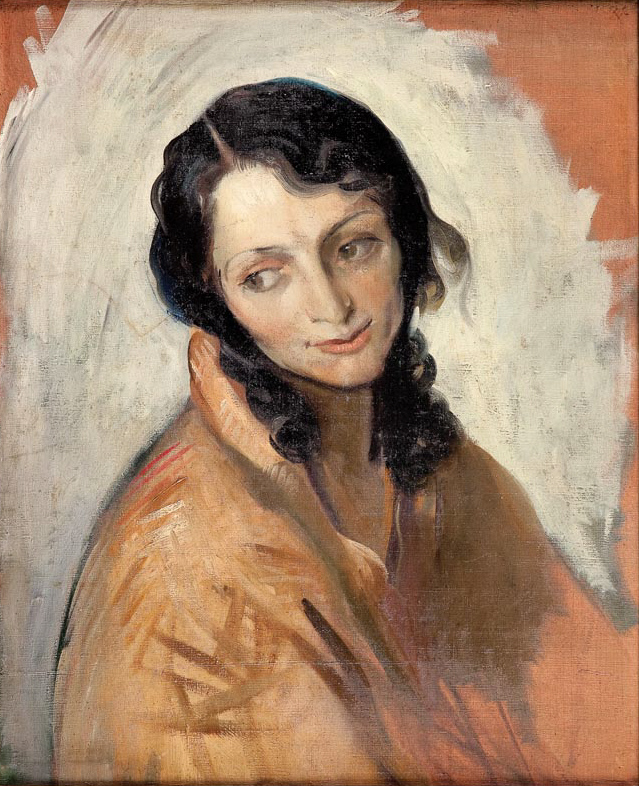
Egy fiatal nő portréja
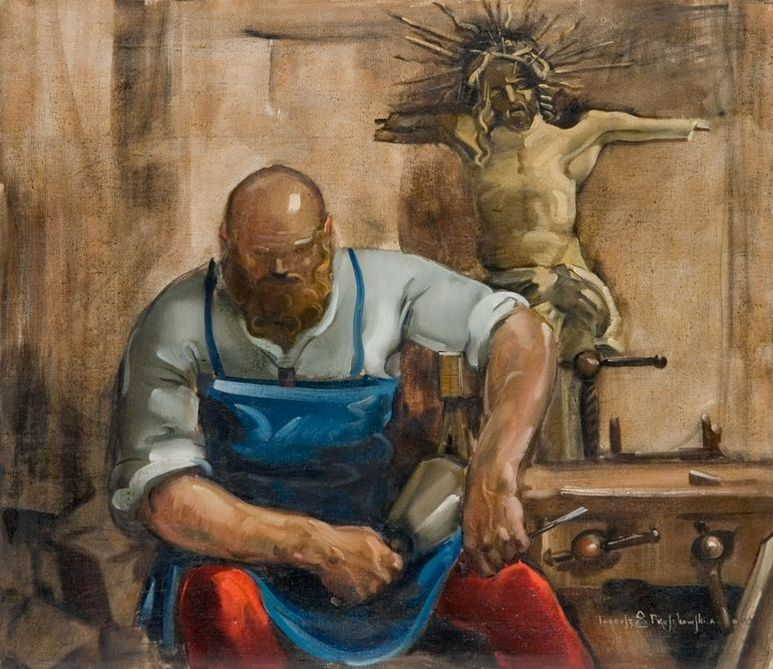
Veit Stoss
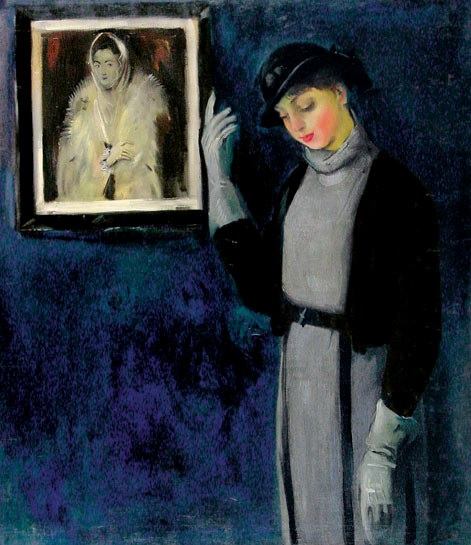
Portré egy fiatal festőről
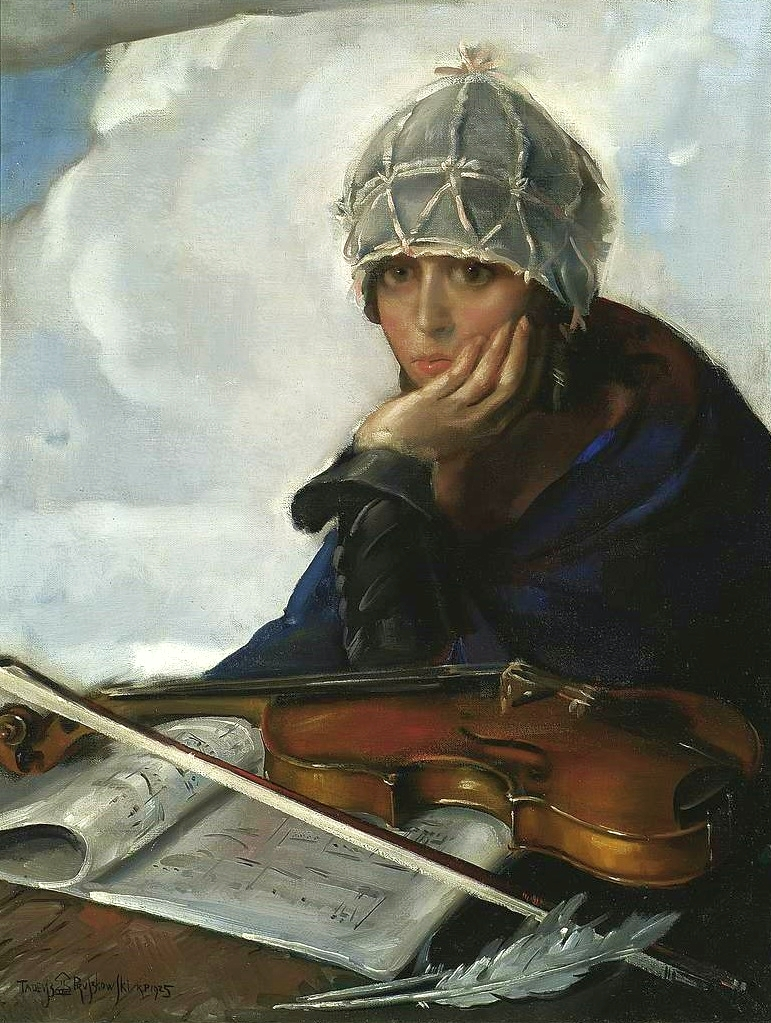
Melankólia, 1925
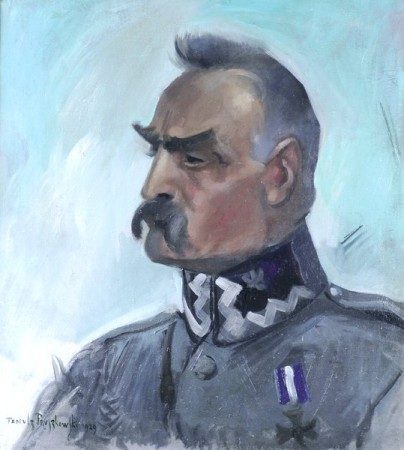
Józef Piłsudski

## Fordítás
- Ez a szócikk részben vagy egészben  a   Tadeusz Pruszkowski című angol Wikipédia-szócikk ezen változatának fordításán alapul.  Az eredeti cikk szerkesztőit annak laptörténete sorolja fel. Ez a jelzés csupán a megfogalmazás eredetét és a szerzői jogokat jelzi, nem szolgál a cikkben szereplő információk forrásmegjelöléseként.